# Phyllotreta fornuseki
Phyllotreta fornuseki là một loài bọ cánh cứng trong họ Chrysomelidae. Loài này được Cizek miêu tả khoa học năm 2003.